# Skibinge
Skibinge is een plaats in de Deense regio Seeland, gemeente Vordingborg. De plaats telt 333 inwoners (2008).